# Liste der Biografien/Grap
Liste der Biografien |
Portal Biografien |
Personensuche
# |
A |
B |
C |
D |
E |
F |
G |
H |
I |
J |
K |
L |
M |
N |
O |
P |
Q |
R |
S |
T |
U |
V |
W |
X |
Y |
Z |
?
 
Ga |
Gb |
Gc |
Gd |
Ge |
Gf |
Gh |
Gi |
Gj |
Gk |
Gl |
Gm |
Gn |
Go |
Gp |
Gq |
Gr |
Gs |
Gu |
Gv |
Gw |
Gy |
Gz
 
Gra |
Grb–Grd |
Gre |
Grg |
Gri |
Grj |
Grk |
Grl |
Grm |
Gro |
Grs |
Gru |
Gry |
Grz
 
Graa |
Grab |
Grac |
Grad |
Grae |
Graf |
Grag |
Grah |
Grai |
Graj |
Grak |
Gral |
Gram |
Gran |
Grao |
Grap |
Grar |
Gras |
Grat |
Grau |
Grav |
Graw |
Gray |
Graz
Die Liste der Biografien führt alle Personen auf, die in der deutschsprachigen Wikipedia einen Artikel haben. Dieses ist eine Teilliste mit 43 Einträgen von Personen, deren Namen mit den Buchstaben „Grap“ beginnt.

## Grap
- Grap, Klaus-Peter (* 1958), deutscher Schauspieler, Synchronsprecher und FernsehmoderatorKlaus-Peter Grap (* 1958)

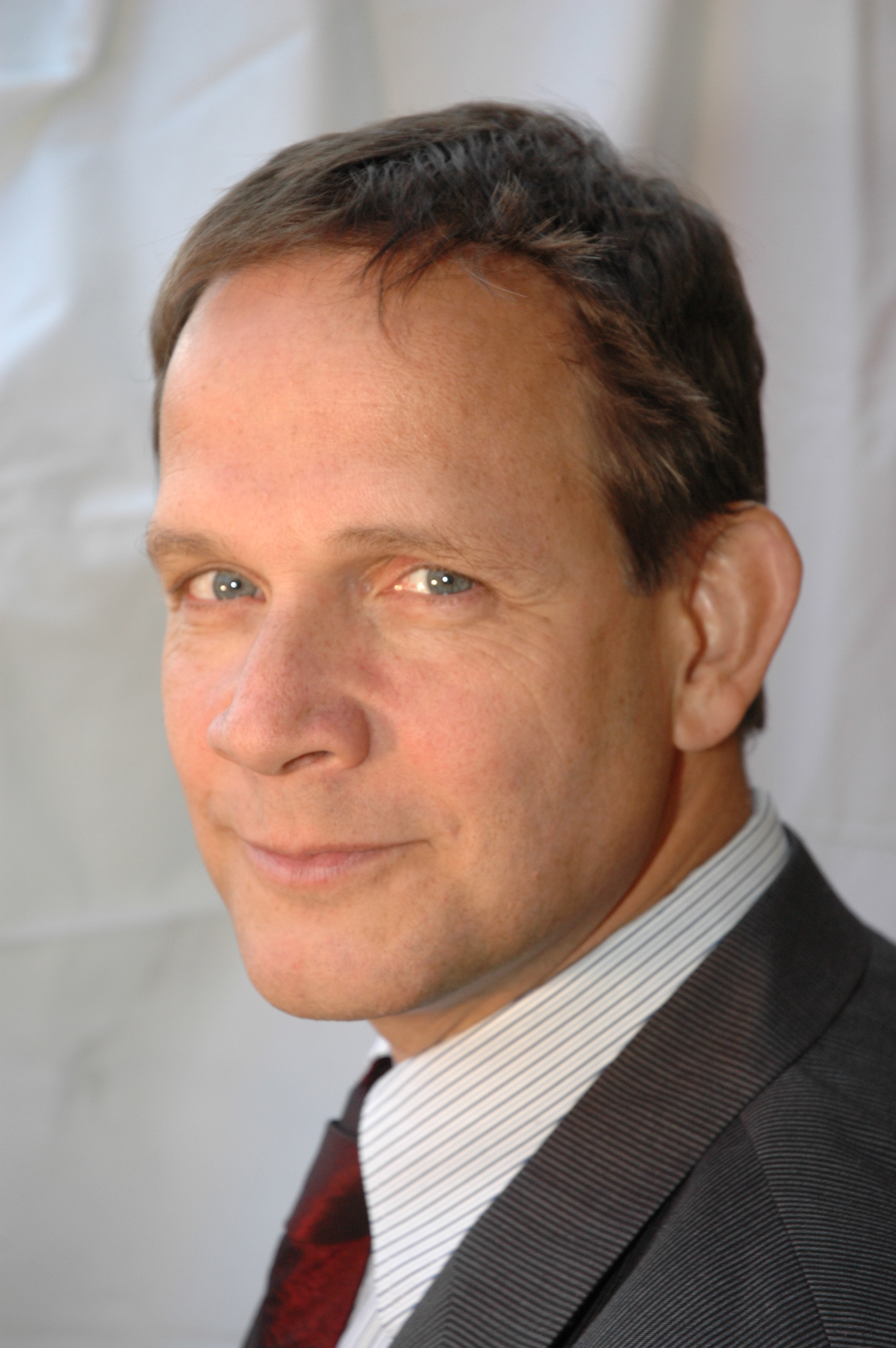
Klaus-Peter Grap (* 1958)

- Grap, Rolf Dietmar (1956–2012), deutscher Wirtschaftswissenschaftler

### Grapa
- Grapatin, Andreas (* 1963), deutscher Politiker (AfD, CDU), MdL

### Grape
- Grape, Adam von (1734–1795), preußischer Rittergutsbesitzer und Landrat des Kreises Greifenberg
- Grape, Bernhard (1849–1912), deutscher Lehrer und Politiker (DDP)
- Grape, Heinrich Christoph (1761–1834), deutscher Kupferstecher
- Grape, Jakob Ludwig von (1735–1811), preußischer Offizier, Landrat und Kammerpräsident
- Grape, Johann Heinrich von (* 1696), preußischer Offizier und Regimentschef sowie Erbherr auf Carwitz
- Grape, Johannes (1870–1940), deutscher evangelischer Pfarrer und Heimatforscher in Großkühnau
- Grape, Zacharias (1637–1679), deutscher lutherischer Theologe
- Grape, Zacharias (der Jüngere) (1671–1713), deutscher lutherischer Theologe
- Grape-Albers, Heide (* 1945), deutsche Kunsthistorikerin
- Gräpel, Heinrich (* 1951), deutscher Phytopathologe und Entomologe
- Grapengeter, Jens (* 1967), deutscher Politiker (CDU), MdHB
- Grapengiesser, Karl Johann Christian (1773–1813), deutscher Arzt
- Grapenthin, Hans-Ulrich (* 1943), deutscher Fußballtorhüter
- Grapenthin, Ina (* 1968), deutsche Ruderin
- Grapentin, Dietrich (1938–2021), deutscher Fußballspieler
- Grapentin, Gerhard (* 1930), deutscher Fußballspieler (DDR)
- Grapentin, Rudolf (* 1928), deutscher Maler und Grafiker
- Grapentin, Willi (1904–1994), deutscher Gewerkschafter (FDGB), Vorsitzender IG Druck und Papier
- Graper, Elmer Diedrich (1885–1975), US-amerikanischer Politikwissenschaftler
- Gräper, Fleur (* 1974), niederländische Politikerin (D66)
- Grapewin, Charley (1869–1956), US-amerikanischer Schauspieler

### Graph
- Graphics, Muaz (* 1990), deutsch-türkischer Künstler

### Grapi
- Grapin-Botton, Anne (* 1967), französische Biologin
- Grapini, Maria (* 1954), rumänische Politikerin

### Grapo
- Grapow, Gottlieb Ludwig Wilhelm (1787–1874), preußischer Generalmajor
- Grapow, Hermann (1885–1967), deutscher Ägyptologe
- Grapow, Max von (1861–1924), deutscher Admiral der Kaiserlichen Marine
- Grapow, Paul (1831–1875), deutscher Kartograf und Kapitän zur See der Kaiserlichen Marine
- Grapow, Roland (* 1959), deutscher Gitarrist und Musikproduzent
- Grapow, Wilhelm (1828–1902), deutscher Architekt

### Grapp
- Grappe, Elie (* 1994), französischer Filmregisseur und Drehbuchautor
- Grappein, César Emmanuel (1772–1855), sardinisch-piemontesischer Arzt, Politiker, Volkskundler und Schriftsteller
- Grappelli, Stéphane (1908–1997), französischer Jazz-ViolinistStéphane Grappelli (1908–1997)

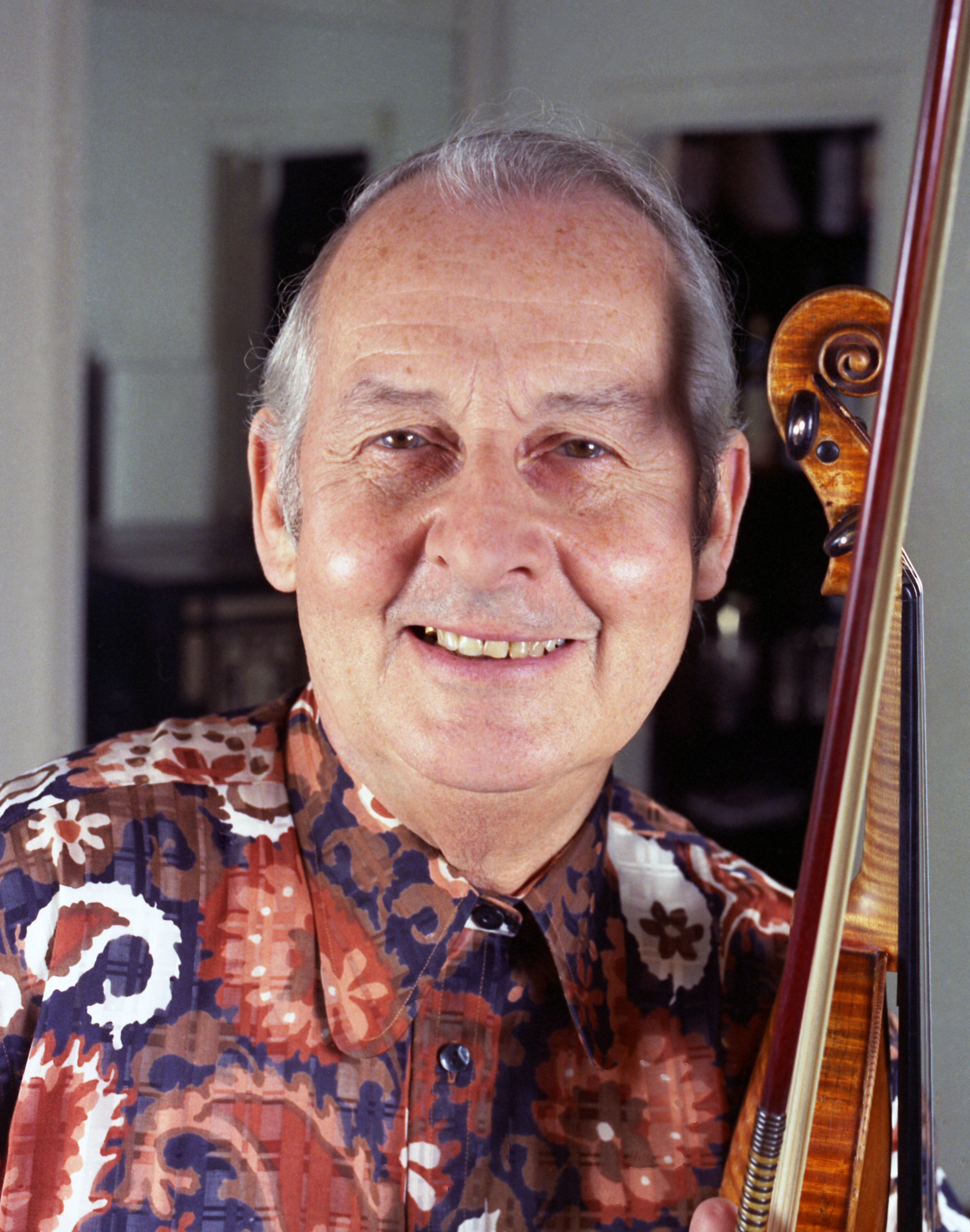
Stéphane Grappelli (1908–1997)

- Grapperhaus, Ferd (1927–2010), niederländischer Politiker (KVP und CDA), Bankmanager und Hochschullehrer
- Grapperhaus, Ferdinand (* 1959), niederländischer Politiker
- Grapperon, Gabriel (* 1993), französischer Filmregisseur und Drehbuchautor
- Grappin, Pierre-Philippe (1738–1833), französischer Benediktiner und Schriftsteller
- Grappin, Sarah (* 1978), französische Schauspielerin
- Grappler von Trappenburg, Ulrich (1600–1658), Weihbischof in Passau

### Graps
- Grapsas, Alexis, US-amerikanischer Filmkomponist